# Demonstrationsfahrt für das Frauenstimmrecht

Die Demonstrations-Wagenfahrt, im Bild links Anita Augspurg (mit x gekennzeichnet), Bildbericht (1912)

Am 24. September 1912 fand in München eine Demonstrationsfahrt für das Frauenstimmrecht statt, die eine Ausnahme bei den von der bürgerlichen Frauenbewegung eingesetzten Agitationsformen für das Frauenwahlrecht darstellt. An der Fahrt mit 18 Landauern nahmen die Teilnehmerinnen der Generalversammlung des Bayerischen Landesvereins für Frauenstimmrecht teil.

## Vorgeschichte

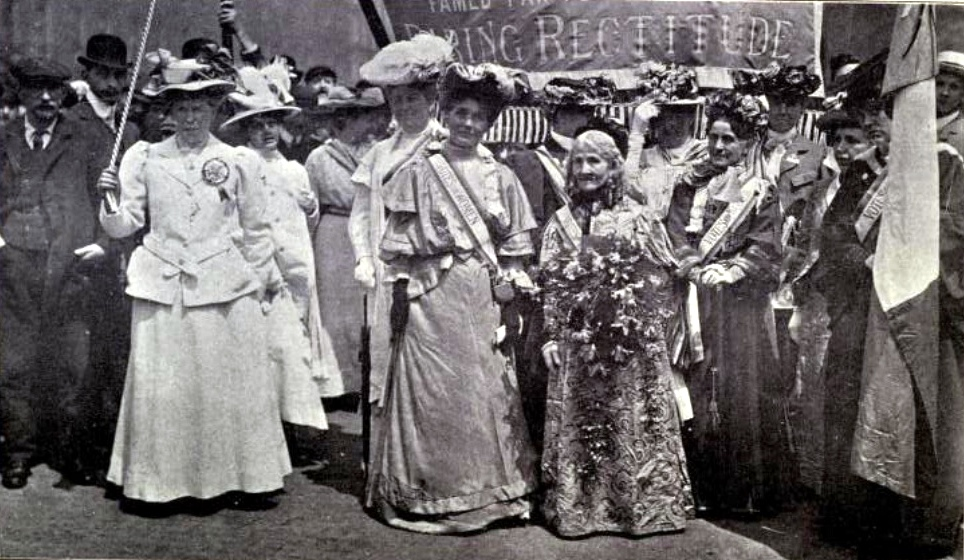
Der Demonstrationszug beim Women’s Sunday am 21. Juni 1908 im Londoner Hyde Park, London, mit Emmeline Pankhurst und Elizabeth Wolstenholme Elmy an der Spitze

Am 21. Juni 1908 fand im Hyde Park in London eine Massenkundgebung für das Frauenstimmrecht statt, die unter dem Namen „Women’s Sunday“ bekannt wurde. Sie war von der militanten Frauenstimmrechtsorganisation Women’s Social and Political Union (WSPU) organisiert worden, um die britische Regierung zur Unterstützung des Frauenwahlrechts zu bewegen. Die Kundgebung, an der bis zu einer halben Million Menschen teilnahmen, gilt als die größte Demonstration, die es bis dahin in Großbritannien gegeben hatte. Anita Augspurg und ihre Lebenspartnerin Lida Gustava Heymann, damals Vorsitzende und zweite Vorsitzende des Deutschen Verbands für Frauenstimmrecht, nahmen mit 30 anderen deutschen Frauen an dieser Kundgebung teil. Zurück in Deutschland schlugen sie der deutschen Stimmrechtsbewegung vor, solche Agitationsformen zu übernehmen, was aber keine Akzeptanz fand. Eine Straßendemonstration von (bürgerlichen) Frauen widersprach den gängigen Konstruktionen von Weiblichkeit und war außerdem unter den herrschenden politischen Verhältnissen schwer zu realisieren, wie sich noch zeigen würde.
Ein Jahr später fand in London die 5. Internationale Stimmrechtskonferenz der International Woman Suffrage Alliance statt. Die deutschen Frauenrechtlerinnen, darunter Frieda Radel und Regine Deutsch, zeigten sich von den Methoden der gemäßigten, sogenannten „konstitutionellen“ englischen Frauenstimmrechtsbewegung beeindruckt: das Singen des internationalen Freiheitslieds der Frauen, Abzeichen, Banner, Paraden und Autokorsos. Sie konnten diese bei einem Demonstrationszug von 1000 Konferenzteilnehmerinnen auch selbst miterleben. Für übertragbar hielten sie diese Methoden jedoch nicht. Regine Deutsch urteilte in ihrem Bericht für die Berliner Volks-Zeitung: „Freilich, was man hier ‚gemäßigt‘ nennen kann, würde für uns in Deutschland noch immer der Gipfel eines unerhörten Vergehens sein.“
Nach der Londoner Konferenz begann die bürgerliche deutsche Frauenstimmrechtsbewegung einige der Propagandamittel der englischen Bewegung zu nutzen, wie z. B. farbige Bänder und Banner und ein gemeinsames Symbol für Broschen, Banner und Aufklärungsmaterial. Außerdem wurde eine Demonstration in Berlin geplant, die anlässlich der Reichstagseröffnung 1909 stattfinden sollte. Auch bei der Münchner Generalversammlung des Deutschen Verbands für Frauenstimmrecht im gleichen Jahr sollte es eine Wagenfahrt geben. Aber beide Pläne wurden schließlich nicht realisiert, zum einen weil die Polizei Einwände erhob, zum anderen weil die Vorsitzende des Berliner Stimmrechtsvereins, Minna Cauer, den „unglückseligen Plan“ der „Radaumacher“ abblockte. In der bürgerlichen Stimmrechtsbewegung gab es Vorbehalte, da Straßendemonstrationen das bevorzugte Kampfmittel der Sozialdemokraten waren, von denen man sich abgrenzen wollte. Außerdem konnte die bürgerliche Bewegung nicht auf eine Massenmobilisierung für einen beeindruckenden Demonstrationszug setzen.
Nach einem Treffen des Berliner Vereins für Frauenstimmrecht am 15. Februar 1910 kam es dennoch zu einer spontanen Demonstration gegen das Preußische Wahlrecht. 400 Personen zogen von den Arminhallen in der Kommandantenstraße, wo das Treffen abgehalten worden war, durch die Schützenstraße zum Kanzleramt, sangen die Marsellaise, riefen „Weg mit Bethmann Hollweg!“ (dem damaligen Reichskanzler) und verlangten das allgemeine Wahlrecht. Allerdings wurde vermutet, dass es zu dieser Demonstration der Frauenstimmrechtsbewegung nur kam, weil das Treffen in einem weniger bürgerlichen Viertel stattgefunden hatte und die politische Atmosphäre in Berlin zu der Zeit sehr angespannt war. Zwei Tage davor hatte die SPD deutschlandweit Massendemonstrationen für das allgemeine Wahlrecht abgehalten. In den folgenden Tagen kam es zu vielen weiteren Demonstrationen. Die nächste Versammlung des Berliner Vereins fand unter Polizeibewachung statt, so dass sich der Vorfall nicht wiederholte.
Der von den Sozialdemokratinnen 1911 ins Leben gerufene Internationale Frauentag erwies sich dann unter der Parole „Heraus mit dem Frauenwahlrecht!“ als besonders spektakulär und erfolgreich. Dennoch verzichteten die Organe der gemäßigten Frauenbewegung (von Centralblatt des Bundes Deutscher Frauenvereine über Neue Bahnen bis hin zu Die Frau) darauf, die Massendemonstrationen zu erwähnen. Auch Augspurg kommentierte sie in der Zeitschrift für Frauenstimmrecht nur zurückhaltend. Nur Minna Cauer äußerte sich in ihrer Zeitschrift Frauenbewegung mit Sympathie und Begeisterung für die Aktion.

## Die Demonstrationsfahrt

Die Teilnehmerinnen vor Antritt der Demonstrations-Wagenfahrt, im Vordergrund Anita Augspurg (mit x gekennzeichnet), Bildbericht in Illustrirte Zeitung vom 3. Oktober 1912

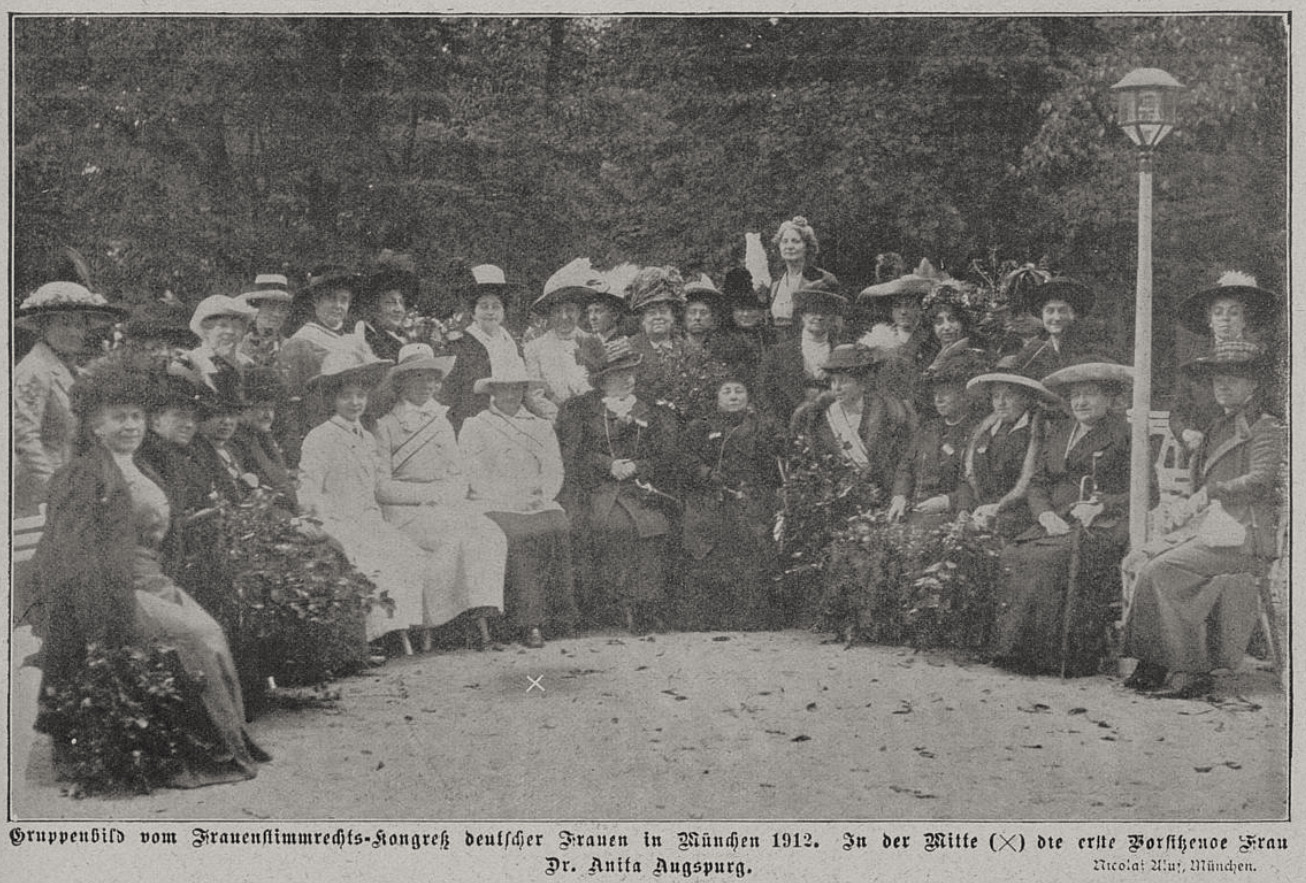
Gruppenbild bei der Generalversammlung, Bildbericht in Rhein und Düssel vom 5. Oktober 1912

Anlässlich der Generalversammlung des Bayerischen Landesvereins für Frauenstimmrecht im Jahr 1912 wurde die Idee einer Demonstration wieder aufgegriffen. Die Vorsitzenden des Landesvereins, Augspurg und Heymann, initiierten immer wieder phantasievolle und spektakuläre Aktionen. Am Morgen des 24. Septembers trafen sich die Teilnehmerinnen der Generalversammlung vor dem „Großen Wirt“ in Schwabing. Eine Kolonne, bestehend aus 18 Landauern, die mit „bunten Herbstgirlanden“, mit Tafeln in den Vereinsfarben und der Aufschrift „Frauenstimmrecht“ geschmückt waren, fuhr durch die Münchner Straßen. Der Endpunkt des Zuges war der Chinesische Turm im Englischen Garten.
Der Verlauf der Fahrt wurde als „harmlos“, „fröhlich“ und „vergnüglich“ beschrieben. Der Zug wurde teils belustigt, teils wohlwollend bestaunt. Auch an spöttischen Zurufen fehlte es nicht: „Das sind solche, die keinen Mann gekriegt haben!“ Eine Arbeiterin sprach die Fahrenden mit den Worten an: „Wie schön ist es, daß die reichen Damen jetzt auch für uns arbeiten wollen!“ Ihr wurde geantwortet, dass die Stimmrechtlerinnen ebenfalls arbeitende Frauen seien, die für ihre weniger gut gestellten „Schwestern“ eintreten wollten. Beim nachfolgenden Frühstück sprach Augspurg der Münchner Polizei für ihre Kooperation ihren Dank aus.
Adele Schreibers Bericht von der Fahrt im Verbandsorgan des Verbands für Frauenstimmrecht belegt, was für ein Schritt diese Demonstration für die bürgerlichen Frauen darstellte: „Das Unerhörte wurde Wirklichkeit – wir haben es gewagt –, die erste Propagandafahrt durch eine deutsche Großstadt!“

## Wirkung und Rezeption
Adele Schreiber hatte in ihrem Bericht die Hoffnung geäußert: „Sicher aber hat diese Fahrt Tausende veranlaßt, sich zum ersten Male, wenn auch nur aus Neugierde, mit dem Begriff des Frauenstimmrechts zu gefassen [sic].“ Lida Gustava Heymann sprach fast dreißig Jahre später in ihren Erinnerungen noch von dem „ungeheuren Aufsehen“, das die Fahrt erregte.
Der Bericht im Berliner Tageblatt sprach von einer wirkungsvollen Demonstration, die Münchner Allgemeine Zeitung nannte es eine „gelungene Kappenfahrt“. Augspurgs Biographin Susanne Kinnebrock schätzte die Pressereaktion insgesamt als rege ein, meinte aber, dass entsprechend dieser Berichte die Passanten, die die Fahrt erlebten, das Anliegen der Frauenrechtlerinnen nicht wirklich erfassten. Aus Sicht von Ulla Wischermann nahm die Presse dagegen von der Fahrt kaum Notiz. Cauer zum Beispiel habe den Umzug weder in der Frauenbewegung noch in der Zeitschrift für Frauenstimmrecht erwähnt. Aus ihrer Sicht wollten die bürgerlichen Frauen wohl nicht das Vertrauen der Öffentlichkeit durch militantere Aktionsformen riskieren. Auch nach Einschätzung des Historikers Richard J. Evans war die Wirkung der Demonstrationsfahrt begrenzt.
Bis nach dem Ersten Weltkrieg blieb dies die einzige Frauenstimmrechtsdemonstration der bürgerlichen Frauenbewegung. Erst im November 1918 riefen bürgerliche und sozialdemokratische Frauenorganisationen gemeinsam zu Massendemonstrationen für das Frauenstimmrecht auf.